# Ducrosia ismaelis
Ducrosia ismaelis är en flockblommig växtart som beskrevs av Paul Friedrich August Ascherson. Ducrosia ismaelis ingår i släktet Ducrosia och familjen flockblommiga växter. Inga underarter finns listade i Catalogue of Life.